# Museumstraße
À Vienne, la Museumstraße est le nom d'une partie de la Zweierlinie, parallèle à la Ringstrasse au centre de la ville. 

## Situation et accès
Il s'agit du tronçon situé entre la Lerchenfelder Straße et la Burggasse. La ligne de métro U2 passe sous la rue et la ligne U3 la traverse, toutes deux avec la station Volkstheater.

## Origine du nom
La rue a été nommée en 1870 en l'honneur des deux grands musées d'État, le Musée d'histoire de l'art et le Musée d'histoire naturelle, qui ont ensuite été construits à côté de l'actuelle place des musées adjacente jusqu'en 1891 et 1889 respectivement. 

## Historique
Le Palais de Justice, ouvert en 1881, et le Volkstheater, ouvert en 1889 et s'appelant alors Deutsches Volkstheater, bordent la Museumstraße. La rue, avec sa façade de maisons tournée vers le centre-ville, forme la frontière entre le 7e arrondissement, le Neubau et le 1er arrondissement, le centre-ville, la zone des rues elle-même appartient au quartier de Neubau. Le Café Raimund est situé juste en face du Volkstheater, au numéro 6. Le 13 avril 1956, l'actrice Käthe Dorsch gifla l'auteur Hans Weigel devant les médias.

## Liens web
- Museumstraße sur Histoire de Vienne Wiki (en allemand) sur le site de la Ville de Vienne